# El Valle, Parácuaro
El Valle är en ort i Mexiko.   Den ligger i kommunen Parácuaro och delstaten Michoacán de Ocampo, i den södra delen av landet, 300 km väster om huvudstaden Mexico City. El Valle ligger 469 meter över havet och antalet invånare är 112.
Terrängen runt El Valle är kuperad norrut, men söderut är den platt. Terrängen runt El Valle sluttar söderut. Runt El Valle är det ganska tätbefolkat, med 111 invånare per kvadratkilometer. Närmaste större samhälle är Apatzingán, 14,6 km väster om El Valle. I omgivningarna runt El Valle växer huvudsakligen savannskog.